# Gabriela Trușcă
Gabriela Trușcă-Robu (sau Gabriela Robu, cunoscută ca gimnastă ca Gabriela Trușcă, n. 15 august 1957, Bacău, România) este o antrenoare de gimnastică artistică și fostă gimnastă română de talie mondială, laureată cu argint olimpic la Montreal 1976.
După retragerea din activitatea de gimnastă, a devenit antrenoare pentru CSS Buzău, antrenând cu succes mai multe generații de gimnaste tinere, printre care se poate enumera și Gabriela Drăgoi.

## Distincții
- Ordinul „Meritul Sportiv” clasa a II-a (18 august 1976) „pentru rezultatele deosebite obținute la Jocurile olimpice de vară de la Montreal – 1976, precum și pentru contribuția adusă la dezvoltarea activității sportive și la creșterea prestigiului sportului românesc pe plan internațional”[3]